# Igor Golban
Igor Valerjevič Golban (rusky Игорь Валерьевич Голбан; * 31. července 1990, Soči, RSFSR, Sovětský svaz) je ruský fotbalový obránce působící od ledna 2016 v týmu Navbahor Namangan.

## Reprezentační kariéra
Nastupoval za ruské mládežnické reprezentace včetně týmu do 21 let.